# نبيل ميشه
نبيل محمد ميشه هو أكاديمي وطبيب سعودي متخصص في الأشعة الطبية وإدارة المستشفيات، وكاتب في صحيفة الوطن، شغل منصب مدير برنامج الاختصاص في تقنية الأشعة في مستشفى جامعة الملك عبد العزيز منذ عام 2017م إلى تقاعده، وهو أيضًا مستشار في مجال تقنية المعلومات الصحية وإدارة المستشفيات، وله مساهمات بحثية دولية في مجال الأشعة الطبية.

## نسبه
نبيل بن محمد بن شمس الدين بن بهاء الدين (ميشه)، بن كمال الدين بن محمد بن تشيسيلافو.

## التعليم
- جامعة الملك سعود – بكالوريوس طب.
- جامعة أوساكا – دبلوم عالٍ في التصوير الطبي (اليابان).
- مستشفى ماساتشوستس العام – جامعة هارفارد (زمالة في التصوير الطبي).
- ماجستير إدارة الأعمال.[4][5]

## المناصب
- مدير برنامج الاختصاص في تقنية الأشعة – مستشفى جامعة الملك عبد العزيز.
- عضو اللجنة العلمية لبرنامج تقنية الأشعة في الهيئة السعودية للتخصصات الصحية.
- مستشار أعمال الرعاية الصحية – مكتب بالانس للاستشارات.
- شريك مؤسس في عدة مشاريع تقنية ومراكز أبحاث.[5][6][7]

## الأبحاث
شارك في عدد من المؤتمرات الدولية في مجال الأشعة الطبية، من أبرزها:
- بحث بعنوان (توظيف خدمة الرسائل النصية لتحسين العناية بالمريض في قسم الأشعة)، قُدِّم في المؤتمر الأوروبي للأشعة (ECR) عام 2010 في فيينا.
- بحث بعنوان( التأثيرات السيكولوجية للتعرض المهني المزمن للمجالات المغناطيسية)، قُدِّم في المؤتمر الأوروبي للأشعة (ECR) عام 2013، وحصل على المركز الأول في نسبة المشاهدة، وقد تناول البحث العلاقة بين التعرض لمجالات الرنين المغناطيسي والإصابة بالاكتئاب بين العاملين في أقسام الأشعة.

ويُعتبر الدكتور نبيل ميشه أول طبيب من السعودية والخليج العربي يقدم بحثيه في المؤتمر الأوروبي للأشعة مرتين، وهو إنجاز يُعد سابقة على مستوى الوطن العربي.

## المؤلفات

### المرشد في سوق الأسهم السعودية(2006م)
وصفته صحيفة الرياض بأنه "أول كتاب سعودي يستهدف أكثر من أربعة ملايين متعامل في سوق الأسهم السعودية"، ويقع في أكثر من 241 صفحة، ويتناول أساسيات التعامل والبيع والشراء في السوق المحلي.

## مشاركات بارزة
- شارك كمستشار في مشروع مدينة جامعة أم القرى الطبية، وهو مشروع لإنشاء أول مدينة طبية ذكية صديقة للبيئة في مكة المكرمة، ضمن رؤية السعودية 2030.[11]